# Арджуна
Арджуна („светъл“ или „сребърен“, сравни в латински сребро – argentum) e третият от Пандавите, синове и принцесите на Панду, който заедно с Кришна е смятан за герой на индуския епос Махабхарата. Той има ролята на слушател в индуския ръкопис Бхагавад Гита, който е философски разговор между Арджуна и Кришна.
Арджуна е смятан за най-умелия стрелец с лък и несравним войн от много значими фигури в Махабхарата като Бхишма, Дрона, Кришна Видура, мъдреца Нарадха и Дхиритхараштра. Той играе ключова роля в осигуряването на победа над Кауравите при Битката на Курушетра. Той е единственият непобедим герой в Махабхарата. Арджуна е бил аватар на Нара, който заедно с аватара на Нараяна, Кришна установява Дхарма в Двапара Юга.
Той е бил ученик на Дрона. Той също така научава стрелба с лък при Кираните от Непал преобразявайки се, тъй като Кираните са били известни стрелци с лъкове по онова време.